# فهرست فیلم‌های صبان فیلمز
صبان فیلمز (SF) یک استودیوی تولید و پخش محصولات سرگرمی است که در مهٔ ۲۰۱۴ تأسیس شد. این استودیو یکی از شرکت‌های تابعهٔ گروه سرمایه‌گذاری صبان آمریکا است. این مقاله فیلم‌هایی که به‌طور مشترک یا مستقل توسط صبان فیمز توزیع شده‌اند را در کنار فیلم‌های آیندهٔ این استودیو فهرست می‌کند.

## منتشر شده

### دهه ۲۰۱۰
| تاریخ انتشار    | عنوان                           | توضیحات                                      |
| --------------- | ------------------------------- | -------------------------------------------- |
| ۱۴ نوامبر ۲۰۱۴  | مرد خانه                        | توزیع به‌همراه رودساید اترکشنز                |
| ۲۰ مارس ۲۰۱۵    | ردیاب‌ها                         | [ ۳ ]                                        |
| ۲۴ آوریل ۲۰۱۵   | جاعل                            |                                              |
| ۲۴ ژوئیهٔ ۲۰۱۵   | سرقت آمریکایی                   | [ ۴ ]                                        |
| ۲۱ اوت ۲۰۱۵     | نوعی زیبایی                     |                                              |
| ۱۳ نوامبر ۲۰۱۵  | مرد باش                         | [ ۵ ]                                        |
| ۴ دسامبر ۲۰۱۵   | اسپوکز: خیر بزرگ‌تر              | [ ۶ ]                                        |
| ۱۲ فوریهٔ ۲۰۱۶   | انفجار                          | [ ۷ ]                                        |
| ۲۶ فوریهٔ ۲۰۱۶   | رد گم کردن                      | [ ۸ ]                                        |
| ۱۸ مارس ۲۰۱۶    | تأیید                           | [ ۹ ]                                        |
| ۱۴ آوریل ۲۰۱۶   | تراست                           | [ ۱۰ ]                                       |
| ۲۲ آوریل ۲۰۱۶   | هلوگرامی برای پادشاه            | توزیع به‌همراه لاینزگیت و رودساید اترکشنز     |
| ۱۶ مهٔ ۲۰۱۶      | من خشمگین هستم                  |                                              |
| ۱۰ ژوئن ۲۰۱۶    | سلول                            | [ ۱۱ ]                                       |
| ۲۲ ژوئیهٔ ۲۰۱۶   | مجرم‌یاب                         | [ ۱۲ ]                                       |
| ۱۶ سپتامبر ۲۰۱۶ | ۳۱                              | [ ۱۳ ]                                       |
| ۱۴ اکتبر ۲۰۱۶   | یواس‌اس ایندیاناپلیس: مردان دلیر |                                              |
| ۱۱ نوامبر ۲۰۱۶  | بیا و مرا پیدا کن               | [ ۱۴ ]                                       |
| ۳ فوریهٔ ۲       | جنگ برای همه                    | [ ۱۵ ]                                       |
| ۲۴ فوریهٔ ۲۰۱۷   | دختری با تمام موهبت‌ها           | [ ۱۶ ]                                       |
| ۲۴ مارس ۲۰۱۷    | پاور رنجرز                      | تحت نام اس‌سی‌جی فیلمز، توزیع به‌همراه لاینزگیت |
| ۸ آوریل ۲۰۱۷    | واگذاری                         |                                              |
| ۹ ژوئن ۲۰۱۷     | دعاهای شکارچی                   | [ ۱۷ ]                                       |
| ۱۶ ژوئن ۲۰۱۷    | کلید کشتار                      | [ ۱۸ ]                                       |
| ۲۹ ژوئن ۲۰۱۷    | آخرین چهره                      |                                              |
| ۱۸ اوت ۲۰۱۷     | شات کالر                        | [ ۱۹ ]                                       |
| ۸ سپتامبر ۲۰۱۷  | گریز از اسلحه                   | [ ۲۰ ]                                       |
| ۱۴ اکتبر ۲۰۱۷   | خون‌بها                          |                                              |
| ۲۰ اکتبر ۲۰۱۷   | کشتن گانتر                      | [ ۲۱ ]                                       |
| ۱ دسامبر ۲۰۱۷   | ۲۴ ساعت تا زنده‌ماندن            | [ ۲۲ ]                                       |
| ۸ دسامبر ۲۰۱۷   | کله فشنگی                       |                                              |
| ۲۲ دسامبر ۲۰۱۷  | دارزن                           |                                              |
| ۵ ژانویهٔ ۲۰۱۸   | روز مردگان: تبار                |                                              |
| ۱۹ ژانویهٔ ۲۰۱۸  | جرم یک شهر کوچک                 | توزیع به‌همراه دایرکت‌تی‌وی سینما               |
| ۲ فوریهٔ ۲۰۱۸    | دلیر                            |                                              |
| ۹ مارس ۲۰۱۸     | بخشوده                          | [ ۲۴ ]                                       |
| ۱۳ آوریل ۲۰۱۸   | یک مرد معمولی                   | [ ۲۵ ]                                       |
| ۲۷ آوریل ۲۰۱۸   | فرار زندانی شماره ۶۱۴           | [ ۲۶ ]                                       |
| ۱۱ مهٔ ۲۰۱۸      | جنایت‌های تاریک                  | [ ۲۷ ]                                       |
| ۱۵ ژوئن ۲۰۱۸    | پرنده‌های زرد                    | [ ۲۸ ]                                       |
| ۲۹ ژوئن ۲۰۱۸    | دریای سیاه                      | [ ۲۹ ]                                       |
| ۱۳ ژوئیهٔ ۲۰۱۸   | سیبری                           | [ ۳۰ ]                                       |
| ۲۰ ژوئیهٔ ۲      | شغل                             | [ ۳۱ ]                                       |
| ۲۴ اوت ۲۰۱۸     | من ونجینس هستم                  |                                              |
| ۷ سپتامبر ۲۰۱۸  | مارا                            |                                              |
| ۱۴ سپتامبر ۲۰۱۸ | امتیاز نهایی                    |                                              |
| ۱۴ سپتامبر ۲۰۱۸ | لیزی                            | توزیع به‌همراه رودساید اترکشنز                |
| ۵ اکتبر ۲۰۱۸    | سرنوشت وایکینگ                  | [ ۳۳ ]                                       |
| ۱۹ اکتبر ۲۰۱۸   | سوپر                            |                                              |
| ۱۶ نوامبر ۲۰۱۸  | سرعت می‌کشد                      | توزیع در ایالات متحده                        |
| ۷ دسامبر ۲۰۱۸   | تمام مردان دویل                 |                                              |
| ۲۱ دسامبر ۲۰۱۸  | بین جهان‌ها                      | توزیع در ایالات متحده                        |
| ۴ ژانویهٔ ۲۰۱۹   | ناپدید شدن                      | [ ۳۶ ]                                       |
| ۲۵ ژانویهٔ ۲۰۱۹  | پادشاه دزدان                    |                                              |
| ۸ فوریهٔ ۲۰۱۹    | برلین، دوستت دارم               | [ ۳۷ ]                                       |
| ۲۲ فوریهٔ ۲۰۱۹   | رنگ تجاری                       |                                              |
| ۱۵ مارس ۲۰۱۹    | هرگز پیر نشو                    | [ ۳۸ ]                                       |
| ۲۹ مارس ۲۰۱۹    | یک پارتیزان                     |                                              |
| ۵ آوریل ۲۰۱۹    | تسخیر شارون تیت                 | توزیع در ایالات متحده                        |
| ۳ مهٔ ۲۰۱۹       | ماشه مرده                       |                                              |
| ۱۷ مهٔ ۲۰۱۹      | پروفسور                         | توزیع به‌همراه دایرکت‌تی‌وی سینما               |
| ۷ ژوئن ۲۰۱۹     | پروژه ایتاکا                    |                                              |
| ۲۱ ژوئن ۲۰۱۹    | کورسک                           |                                              |
| ۱۹ ژوئیهٔ ۲۰۱۹   | پایین نهمی                      |                                              |
| ۲۶ ژوئیهٔ ۲۰۱۹   | آب مرده                         |                                              |
| ۹ اوت ۲۰۱۹      | نور زندگی من                    |                                              |
| ۲۳ اوت ۲۰۱۹     | ناشنوا                          |                                              |
| ۶ سپتامبر ۲۰۱۹  | شکارچی شب                       |                                              |
| ۱۶ سپتامبر ۲۰۱۹ | ۳ جهنمی                         | توزیع به‌همراه لاینزگیت و شادر                |
| ۲۰ سپتامبر ۲۰۱۹ | رؤیاپرداز آمریکایی              |                                              |
| ۴ اکتبر ۲۰۱۹    | جنگ سرکش                        |                                              |
| ۱۵ اکتبر ۲۰۱۹   | ریبوت جی و باب ساکت             |                                              |
| ۸ نوامبر ۲۰۱۹   | خطر در نزدیکی: نبرد لانگ تن     |                                              |
| ۱۵ نوامبر ۲۰۱۹  | خط وظیفه                        |                                              |
| ۲۲ نوامبر ۲۰۱۹  | ۳۰۲۲                            |                                              |
| ۶ دسامبر ۲۰۱۹   | تو را دیدم                      |                                              |
| ۱۳ دسامبر ۲۰۱۹  | جنگ بزرگ                        |                                              |
| ۱۳ دسامبر ۲۰۱۹  | شهر اوباش                       |                                              |

### دهه ۲۰۲۰
| تاریخ انتشار      | عنوان                      | توضیحات                                   |
| ----------------- | -------------------------- | ----------------------------------------- |
| ۱۰ ژانویهٔ ۲۰۲۰    | فاسد                       |                                           |
| ۲۴ ژانویهٔ ۲۰۲۰    | جان هنری                   |                                           |
| ۷ فوریهٔ ۲۰۲۰      | بیا پیش بابا               |                                           |
| ۲۱ فوریهٔ ۲۰۲۰     | متصدی شیفت شب              |                                           |
| ۲۸ فوریهٔ ۲۰۲۰     | گانز آکیمبو                |                                           |
| ۱۳ مارس ۲۰۲۰      | مانند یک دختر بران         |                                           |
| ۲۰ مارس ۲۰۲۰      | قلاب زدن                   |                                           |
| ۲۷ مارس ۲۰۲۰      | ویواریوم                   |                                           |
| ۳ آوریل ۲۰۲۰      | جنگ سرکش: شکار             |                                           |
| ۱۰ آوریل ۲۰۲۰     | تاریکی را فرا می‌خوانیم     |                                           |
| ۸ مهٔ ۲۰۲۰         | لژیون                      |                                           |
| ۲۲ مهٔ ۲۰۲۰        | تبهکار                     |                                           |
| ۱۹ ژوئن ۲۰۲۰      | من ونجینس هستم: تلافی      |                                           |
| ۱۶ ژوئیهٔ ۲۰۲۰     | اختفا                      |                                           |
| ۲۴ ژوئیهٔ ۲۰۲۰     | هدف شماره یک               |                                           |
| ۲۴ ژوئیهٔ ۲۰۲۰     | تلافی                      |                                           |
| ۳۱ ژوئیهٔ ۲۰۲۰     | آرام با اسب‌ها              |                                           |
| ۲۱ اوت ۲۰۲۰       | ناپدیدشدگان                |                                           |
| ۲۵ سپتامبر ۲۰۲۰   | جنگ سرکش: مرگ یک ملت       |                                           |
| ۲ اکتبر ۲۰۲۰      | مرگ من                     |                                           |
| ۲۳ اکتبر ۲۰۲۰     | دوستی                      |                                           |
| ۶ نوامبر ۲۰۲۰     | مورتال                     |                                           |
| ۱۳ نوامبر ۲۰۲۰    | اکو بومز                   |                                           |
| ۱۳ نوامبر ۲۰۲۰    | مرد چاق                    |                                           |
| ۲۴ نوامبر ۲۰۲۰    | بادی گیمز                  |                                           |
| ۴ دسامبر ۲۰۲۰     | عشق، ازدواج‌ها و دیگر فجایع |                                           |
| ۴ دسامبر ۲۰۲۰     | واندر                      |                                           |
| ۱۱ دسامبر ۲۰۲۰    | جایگزین                    |                                           |
| ۱۸ دسامبر ۲۰۲۰    | شکاف                       |                                           |
| ۱۸ دسامبر ۲۰۲۰    | خواهر داماد                |                                           |
| ۸ ژانویهٔ ۲۰۲۱     | روز رستگاری                |                                           |
| ۱۵ ژانویهٔ ۲۰۲۱    | به ارواح نگو               |                                           |
| ۲۶ ژانویهٔ ۲۰۲۱    | پیچ اشتباه                 |                                           |
| ۵ مارس ۲۰۲۱       | پیکسی                      |                                           |
| ۱۲ مارس ۲۰۲۱      | گناه کیهانی                |                                           |
| ۱۹ مارس ۲۰۲۱      | شهر دروغ‌ها                 |                                           |
| ۱۹ مارس ۲۰۲۱      | با خوشحالی                 |                                           |
| ۲۶ مارس ۲۰۲۱      | غار                        |                                           |
| ۲ آوریل ۲۰۲۱      | درگیری برای وی‌ای-۳۳        |                                           |
| ۱۶ آوریل ۲۰۲۱     | شب سیکاریو                 |                                           |
| ۲۳ آوریل ۲۰۲۱     | گربه وحشی                  |                                           |
| ۳۰ آوریل ۲۰۲۱     | پرسی                       |                                           |
| ۷ مهٔ ۲۰۲۱         | شروع                       |                                           |
| ۷ مهٔ ۲۰۲۱         | محبوس                      |                                           |
| ۴ ژوئن ۲۰۲۱       | زیر نورهای ورزشگاه         |                                           |
| ۱۱ ژوئن ۲۰۲۱      | شغل: بارش باران            |                                           |
| ۲ ژوئیهٔ ۲۰۲۱      | به‌طور خلاصه                |                                           |
| ۳۰ ژوئیهٔ ۲۰۲۱     | توییست                     | انتشار در آمریکای شمالی                   |
| ۱۳ اوت ۲۰۲۱       | ماجرای جنایت               |                                           |
| ۲۷ اوت ۲۰۲۱       | مستعمره                    |                                           |
| ۳ سپتامبر ۲۰۲۱    | منطقه ۴۱۴                  |                                           |
| ۱۰ سپتامبر ۲۰۲۱   | اژدهاسوار                  |                                           |
| ۲۴ سپتامبر ۲۰۲۱   | تقاطع آپاچی                |                                           |
| ۲۴ سپتامبر ۲۰۲۱   | دیوانهٔ تو                  |                                           |
| ۱ اکتبر ۲۰۲۱      | شب آمریکایی                |                                           |
| ۸ اکتبر ۲۰۲۱      | شورش آمریکایی              |                                           |
| ۱۹ اکتبر ۲۰۲۱     | آخرین مرد مرده             | توزیع مشترک به‌همراه ول گو یواس انترتینمنت |
| ۲۲ اکتبر ۲۰۲۱     | هر یک نفر آخر آن‌ها         | توزیع مشترک به‌همراه پارامونت پیکچرز       |
| ۵ نوامبر ۲۰۲۱     | آیدا رد                    |                                           |
| ۵ نوامبر ۲۰۲۱     | هدیه‌ای از باب              |                                           |
| ۱۲ نوامبر ۲۰۲۱    | چندجهانی                   | توزیع مشترک به‌همراه ول گو یواس انترتینمنت |
| ۱۹ نوامبر ۲۰۲۱    | نقطه جوش                   |                                           |
| ۱۹ نوامبر ۲۰۲۱    | قایم با شک                 |                                           |
| ۱۹ نوامبر ۲۰۲۱    | توله‌سگ تنها                |                                           |
| December 3, 2021  | بن‌بست                      |                                           |
| December 10, 2021 | موزلی                      |                                           |
| December 10, 2021 | سیکاریوی آمریکایی          |                                           |

## آینده
| تاریخ انتشار   | عنوان                | توضیحات |
| -------------- | -------------------- | ------- |
| ۷ ژانویهٔ ۲۰۲۲  | کماندو               |         |
| ۱۴ ژانویهٔ ۲۰۲۲ | بورگو                |         |
| ۲۱ ژانویهٔ ۲۰۲۲ | وارهانت              |         |
| ۲۵ ژانویهٔ ۲۰۲۲ | دو مرگ هنری بیکر     |         |
| ۲۸ ژانویهٔ ۲۰۲۲ | رکوین                |         |
| ۱۱ فوریهٔ ۲۰۲۲  | اینجا در گذشته       |         |
| ۱۳ فوریهٔ ۲۰۲۲  | ماریس شگفت‌انگیز      |         |
| ۲۵ فوریهٔ ۲۰۲۲  | هایپریون‌ها           |         |
| فوریهٔ ۲۰۲۲     | کوچه بنزین           |         |
| ۲۰۲۲           | یک‌طرفه               |         |
| ۲۰۲۲           | جن‌گیری خدا           |         |
| ۲۰۲۲           | مثل عاشقان بمیر      |         |
| اعلام‌نشده      | گذرگاه قصاب          |         |
| اعلام‌نشده      | بلوز زرشکی           |         |
| اعلام‌نشده      | کمین                 |         |
| اعلام‌نشده      | دفتر خاطرات          |         |
| اعلام‌نشده      | زامبی رم             |         |
| اعلام‌نشده      | حفر کردن             |         |
| اعلام‌نشده      | گاو نر               |         |
| اعلام‌نشده      | تب قله               |         |
| اعلام‌نشده      | شهر بهشت             |         |
| اعلام‌نشده      | رودخانه خیلی سرد است |         |